# Evangelische Kirche Altheim

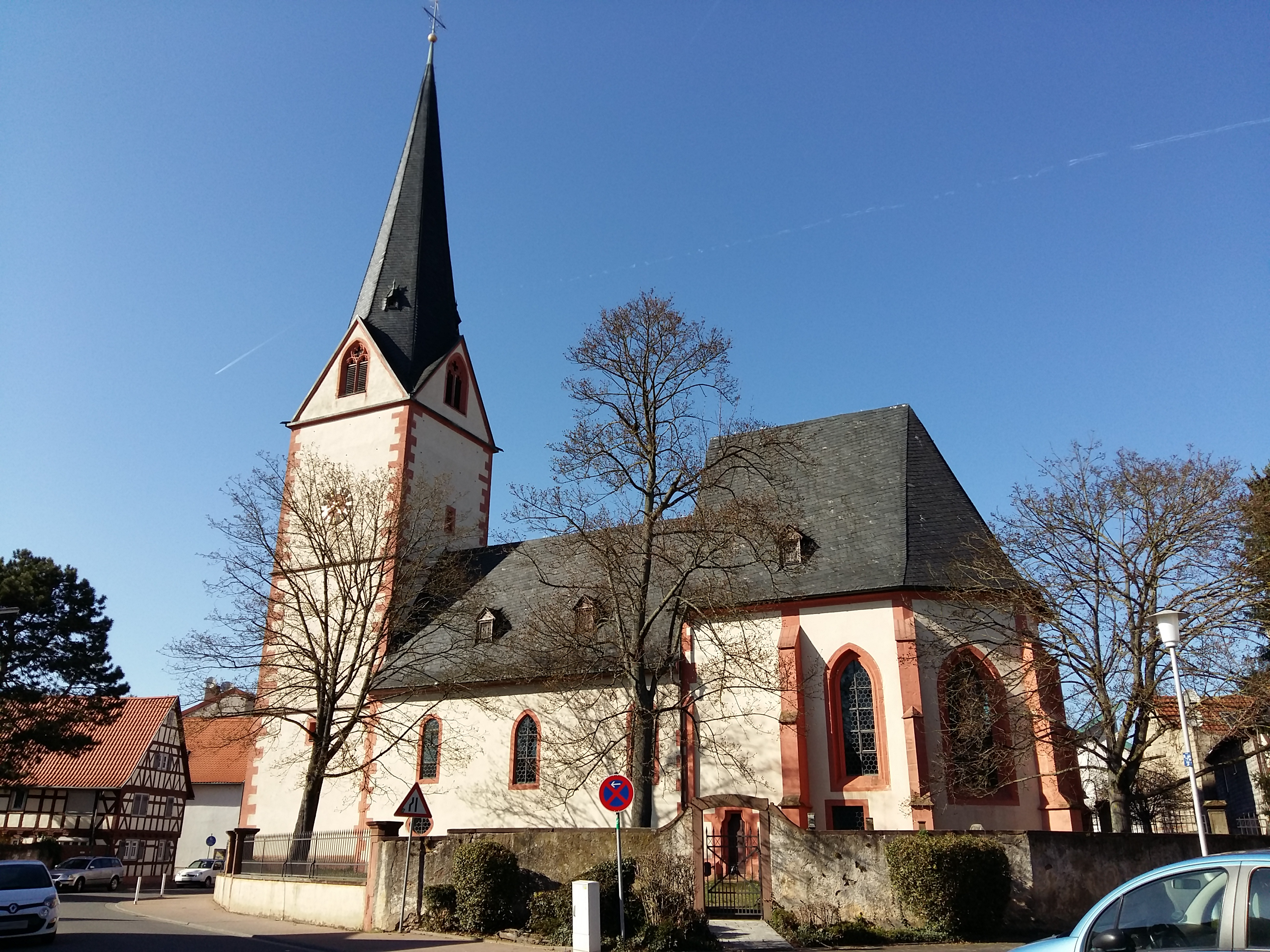
Evangelische Kirche Altheim

Die evangelische Kirche ist ein denkmalgeschütztes Kirchengebäude in Altheim, einem Ortsteil von Münster (Hessen) im Landkreis Darmstadt-Dieburg.

## Architektur
Der älteste Teil des Kirchengebäudes, das Schiff, stammt aus dem 10. Jahrhundert, der Romanik und wurde 1520 erhöht. Der gleich breite, spätgotische Chor, dessen Dach im Vergleich zum Kirchenschiff erhöht ist, endet mit einem Fünfachtelschluss und wurde 1466 anstelle eines quadratischen romanischen Chores errichtet. Das Netzgewölbe ruht auf figürlichen Konsolen. An der Südwand befindet sich eine Wandmalerei aus dem 13. Jahrhundert, die den Heiligen Christophorus zeigt. Als letztes Element kam der 45 m hohe Westturm hinzu, der zwischen 1518 und 1520 errichtet wurde. Über vier Steingiebeln wurde 1608 ein Spitzhelm errichtet. Von dieser Turmbekrönung (Spitz-Älthemer Kirchturm) wurde in früheren Jahrhunderten der Name des Ortes Spitz-Altheim hergeleitet. Das abgetreppte rundbogige Portal zum Turm ist das ehemalige westliche Außenportal aus dem 13. Jahrhundert.

## Geschichte
Das Patrozinium der mittelalterlichen Kirche bezog sich auf Maria Magdalena oder den Heiligen Dionysios. Mutterkirche war die Kirche in Dieburg, seit 1354 war Altheim eine eigenständige Pfarrei. Im selben Jahr erhielt die Pfarrkirche von Papst Innozenz VI. einen 90-tägigen Ablass. Zum Pfarrbezirk gehörte Harpertshausen. 1357 war das Patronatsrecht ein eppsteinisches Lehen an die Gayling von Altheim. Kirchliche Mittelbehörde war im Mittelalter das Archidiakonat St. Peter und Alexander in Aschaffenburg, Landkapitel Montat. Mit der Reformation wurden der Ort und die Kirche – wie die ganze Grafschaft Hanau-Lichtenberg, zu der sie gehörten – in der Mitte des 16. Jahrhunderts lutherisch. Heute gehört die Kirchengemeinde zum Dekanat Vorderer Odenwald der Propstei Starkenburg der Evangelischen Kirche in Hessen und Nassau.

## Ausstattung
Zwei Weihwasserbecken aus Sandstein aus der Zeit von 1220 bis 1230. Das kleinere Becken wird von zwei jugendlichen Gestalten mit verschlungenen Armen auf den Schultern getragen.

### Orgel

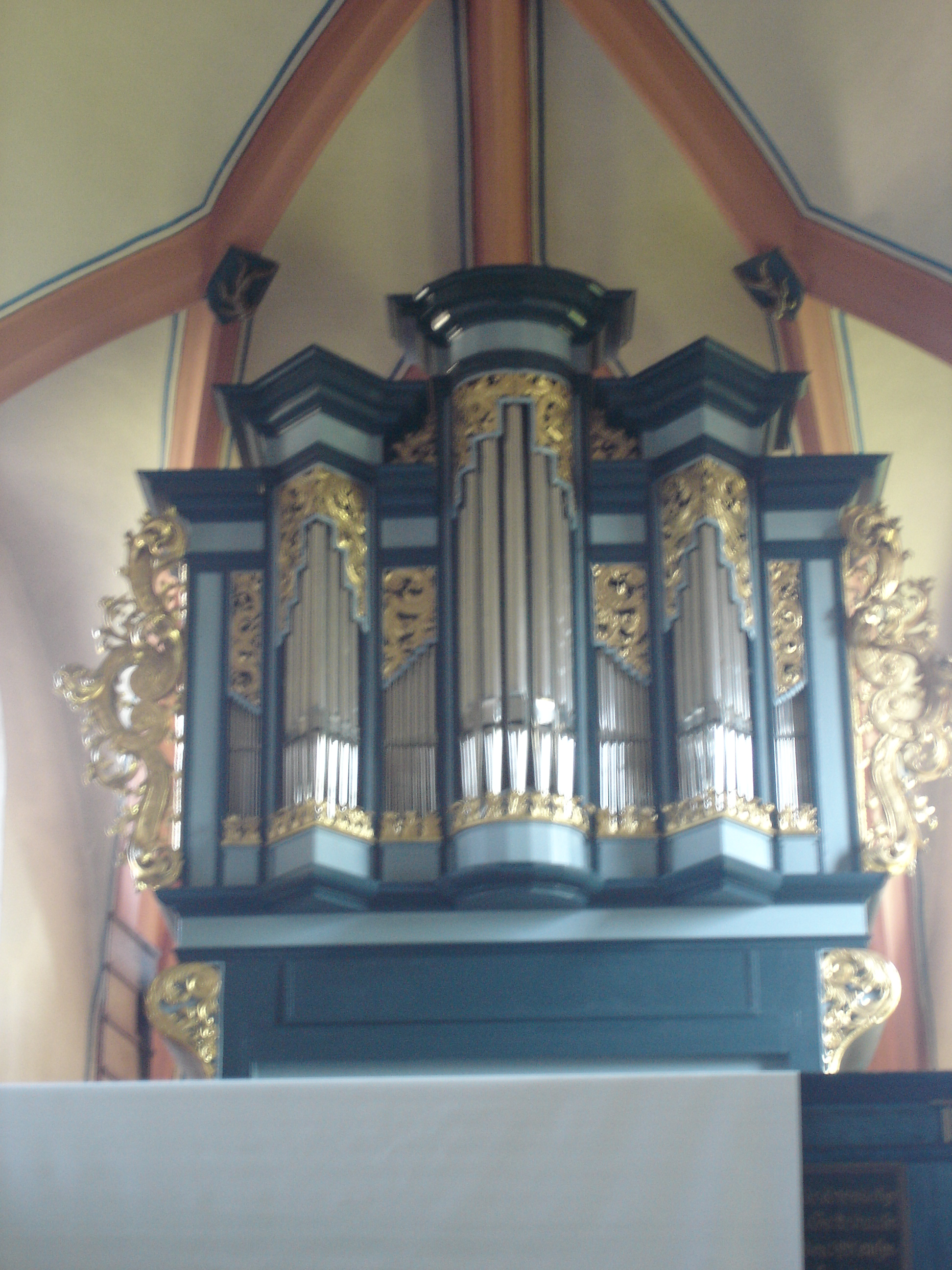
Orgel

Die Orgel geht zurück auf ein Instrument, das 1726 der Orgelbauer Johann Nikolaus Schäfer aus Hanau gebaut hat. Im siebenachsigen Prospekt wird der überhöhte runde Mittelturm von zwei Ecktürmen flankiert. Zwischen den Pfeifentürmen und seitlich sind schmale Flachfelder angebracht. Die Pfeifenfelder werden nach oben und das Gehäuseoberteil außen mit vergoldetem Schnitzwerk in Form von Akanthus-Rankwerk abgeschlossen. Das Instrument verfügte über zehn Register auf einem Manualwerk und Pedal. In der Folgezeit wurde das Instrument mehrfach renoviert und auch erweitert. 1967 erbaute die Orgelbaufirma E.F. Walker (Ludwigsburg) ein neues Orgelwerk in das historische Orgelgehäuse. Das Instrument hat elf Register mit 660 Pfeifen auf zwei Manualen und Pedal. Die Spiel- und Registertrakturen sind mechanisch.
| I Manual C–g3 |                |    |
| 1.            | Gedeckt        | 8′ |
| 2.            | Prinzipal      | 4′ |
| 3.            | Sesquialter II |    |
| 4.            | Mixtur II–III  |    |

| II Manual C–g3 |           |       |
| 5.             | Gemshorn  | 8′    |
| 6.             | Rohrflöte | 4′    |
| 7.             | Prinzipal | 2′    |
| 8.             | Quinte    | 1 ⁄3′ |

| Pedalwerk C–f1 |             |     |
| 9.             | Subbass     | 16′ |
| 10.            | Gedecktbass | 8′  |
| 11.            | Choralbass  | 4′  |

- Koppeln: II/I, I/P, II/P (jeweils als Pedaltritte)